# Vadym Tasoyev
Vadym Zaurbekovych Tasoyev –en ucraniano, Вадим Заурбекович Тасоєв– (Vladikavkaz, 13 de enero de 1975) es un deportista ucraniano de origen osetio que compitió en lucha libre. Ganó tres medallas de bronce en el Campeonato Mundial de Lucha entre los años 2001 y 2007, y cinco medallas en el Campeonato Europeo de Lucha entre los años 1999 y 2005.

## Palmarés internacional
| Campeonato Mundial | Campeonato Mundial  | Campeonato Mundial | Campeonato Mundial |
| Año                | Lugar               | Medalla            | Categoría          |
| ------------------ | ------------------- | ------------------ | ------------------ |
| 2001               | Sofía (Bulgaria)    | Medalla de bronce  | 97 kg              |
| 2002               | Teherán (Irán)      | Medalla de bronce  | 96 kg              |
| 2007               | Bakú (Azerbaiyán)   | Medalla de bronce  | 120 kg             |
| Campeonato Europeo |                     |                    |                    |
| Año                | Lugar               | Medalla            | Categoría          |
| 1999               | Minsk (Bielorrusia) | Medalla de plata   | 97 kg              |
| 2000               | Budapest (Hungría)  | Medalla de bronce  | 97 kg              |
| 2003               | Riga (Letonia)      | Medalla de bronce  | 96 kg              |
| 2004               | Ankara (Turquía)    | Medalla de plata   | 96 kg              |
| 2005               | Varna (Bulgaria)    | Medalla de plata   | 120 kg             |